# Francisco Delgado (gobernador)
Francisco Delgado ocupó interinamente en dos oportunidades el cargo de gobernador del antiguo Territorio Nacional de Misiones.
Delgado cumplía funciones en la Casa de Gobierno en Posadas y debió reemplazar a Benjamín Moritán, asumiendo como gobernador interino entre el 10 de julio de 1893 y el 28 de octubre de ese año.
En una segunda oportunidad, debió reemplazar el 1 de julio de 1905 interinamente a Juan José Lanusse, cargo que ocupó hasta el 24 de julio de 1905 con el nombramiento del profesor Manuel Bermúdez como gobernador del Territorio Nacional.
Ya que los gobernadores eran designados por Decreto presidencial, en muchos casos las designaciones se hacían fuera de término, por lo que la fecha de fin de mandato de un gobernador no combinaba con la del comienzo del sucesor. Para cubrir este intervalo se designaba interinamente a algún funcionario de la Casa de Gobierno.